# Max Schönherr
Max Schönherr (Maribor, toen: Marburg an der Drau, 23 november 1903 – Baden bei Wien, 13 december 1984) was een Oostenrijks componist, dirigent, musicoloog en contrabassist. Schönherrs grootvader Franz Schönherr en vader Max Schönherr sr. waren dirigenten van harmonieorkesten. Max Schönherr sr. was van 1898 tot 1918 dirigent van de Südbahnwerkstättenkapelle in Marburg an der Drau.

## Levensloop
Schönherr speelde aanvankelijk in het harmonieorkest van zijn vader. Later studeerde hij aan de Universität für Musik und darstellende Kunst in Graz bij H. Fritsch en Roderich Mojsisovics von Mojsvár. Hij begon als contrabassist en werd later repetitor en dirigent aan de opera te Graz. In 1923 werd hij lid van het orkest van het Marischka-Theater en van 1929 tot 1931 dirigent aan het Theater an der Wien en aan het Stedelijk theater in Wenen. Van 1933 tot 1938 was hij dirigent aan de Weense Volksopera.
In 1931 werd hij directeur van het orkest van de omroep in Wenen en van andere omroep-stations en de Wiener Symphoniker. Na de Tweede Wereldoorlog kreeg hij onder andere, omdat zijn houding tegenover de Nazi's bekend was, opdracht de Oostenrijkse Bundeshymne (volkslied = Wolfgang Amadeus Mozart: Brüder reicht die Hand zum Bunde) te bewerken.
In 1952 werd hij tot professor benoemd en in 1954 werd hij met de Joseph-Marx-Prijs voor compositie onderscheiden. In 1973 promoveerde hij tot Dr. phil. (Philosophiæ Doctor) aan de Universiteit van Wenen met een dissertatie over Carl Michael Ziehrer.
In Baden bei Wien is een straat naar hem benoemd, de Max Schönherr-Gasse.
Als componist schreef hij vooral lichtere muziek, maar ook werken voor harmonieorkest, operettes en balletten.

## Composities

### Werken voor orkest
- 1960 Wiener Tagebuch, suite
  1. Fahnen am Ring
  2. Kursalonpromenade
  3. Abends in der Vorstadt
  4. Kabarett Finale
- 1961 Slawisches Panorama
- 1961 Das Mädl aus der Vorstadt, ouverture
- 1966 Festa musicale, suite naar oude stukken voor luit - voor piano en klein orkest
  1. Marche: L'arrivée
  2. Intrada E Couranta
  3. Carillon D'anvers
  4. Moreska
  5. Passo Mezzo
  6. Allemande et Menuet: Tambour de Basque
  7. Gigue et Marche: Le Départ
- 1967 Ouverture tot de operette "Bombenwalzer" (naar Johann Strauss)
- Allright, intermezzo
- Arena Galopp
- Badener Tänze, voor strijkorkest
- Ballade, voor strijkorkest
- Bauernmusi' aus Österreich, op. 14
- Bilder aus Baden, suite
  1. Am Trabrennplatz
  2. Ruinenzauber
  3. Die Blumenuhr
  4. Der Undine Brunnen
  5. Weingartenidyll
  6. Im Strandbad
- Concertino, voor piano en klein orkest
- Das trunkene Mücklein, voor klein orkest
- Ouverture voor het kindermusical "Flori quietschvergnügt"
- Hans im Glück, humoreske
- Heurigenmarsch
- Kongressstadt Walzer
- Korso Galopp
- "La Musica Notturna Di Madrid" Trascirtta Per Orchestra D'archi E Tamburo Militare
  1. Ave Maria - Minuetto Dei Ciechi
  2. Il Rosario
  3. I Spagnoli Si Divertono Per Le Strade
  4. Ritrata
- Ouvertüre zur Nestroy-Posse "Das Mädel aus der Vorstadt"
- Parademarsch
- Perpetuum Mobile - naar een viool etude van Rudolphe Kreutzer, op. 29
- Quickmarsch
- San Michele - Serenade und Taratelle
- Tambourin, dansintermezzo
- Tänze aus Österreich, op. 25
  1. Hochzeitsmarsch aus Ebensee
  2. Guggu Polka
  3. Bandltanz
  4. Salzburger Schustertanz
  5. Schleifer
  6. Polsterltanz aus Ischl
  7. Die 7 Sprünge
  8. Bauerngalopp
- Tänze aus Salzburg
- Walzer Finale, op. 58
- Wiener Fiakerhumor - Alt-Wiener Skizze
- Zirkusgroteske
  1. Einzug
  2. Seiltänzerin
  3. Der Muskelmann
  4. Der Schlangenbeschwörer
  5. Kunstreiter

### Werken voor harmonieorkest
- 1956 Servus Graz, mars
- 1958 Praterfahrt Anno 80
- 2 Humoresken: Polka mit Introduktion und Trio vivace
- 2 Humoresken: Marciale
- Badner Dirndln
- Busserl Reigen 1 und Siebensprung
- Busserl Reigen 2
- Dr. Aigner Marsch
- Eiszapfen-Polka, op. 60
- Elisabeth
- Im Walzertakt
- Reunion
- Symfonische mars
- Servus Baden
- The Jolly Jocker, Intermezzo
- Vierebrigadeparade Marsch
- Weckruf
- Windsbraut
- Zwei bäurische Tänze

### Toneelwerken

#### Operettes
- 1958 Deutschmeisterkapelle

#### Musical
- Flori quietschvergnügt

#### Balletten
| Voltooid in | titel        | aktes       | première | libretto | choreografie |
| ----------- | ------------ | ----------- | -------- | -------- | ------------ |
| 1957        | Hotel Sacher | 5 taferelen |          |          | Erika Hanka  |

## Publicaties
- Aus der Zeit des Wiener Walzers, Harenberg Kalender, juni 1984, 226 p., ISBN 978-3883792859
- Das Jahrhundert des Walzers
- met Karl Reinöhl: Johann Strauss Vater. Ein Werkverzeichnis, Universal Edition, Wenen, 1954, 368 p.
- met Eugen Brixel: Karl Komzak - Vater. Sohn. Enkel, 1989, 330 p., ISBN 978-3215070402
- Carl Michael Ziehrer. Sein Werk - sein Leben - seine Zeit. Dokumentation, Analysen und Kommentare, Wenen, 1969, 816 p., ISBN 978-3215015601
- Kompendium zu Band 1-120 der Denkmäler der Tonkunst in Österreich, Akademische Druck- u. Verlagsanstalt, 1974, 395 p., ISBN 978-3201009201
- Lanner - Strauss - Ziehrer: Synoptisches Handbuch der Tänze und Märsche. Werkverzeichnisse, Incipits, Anmerkungen, Register, Doblinger, 1982, 525 p., ISBN 978-3900035754
- met Werner Korte en Rudolf Schäfke: Geschichte der Musikästhetik in Umrissen, Hans Schneider Verlag; 3. Auflage, 1982, 462 p., ISBN 978-3795203559

## Discografie
- Musik aus Österreich - Max Schönherr Kompositionen; Militärmusik Steiermark, o.l.v. Sigismund Seidl